# Storia della scienza dei materiali
La storia della scienza dei materiali è lo studio di come vari materiali siano stati creati, tenendo in considerazione la storia della Terra e delle popolazioni che la abitano.

## Preistoria
Spesso per gli antropologi l'unica fonte di studio di una civiltà è data dai materiali che essa usava. L'uso via via di materiali sempre più sofisticati mostra l'evolversi di una civiltà, o le differenze tra civiltà contemporanee.
Le civiltà dell'Età della Pietra erano legate immancabilmente al tipo di roccia che si poteva trovare nel loro territorio e a che tipi di roccia si potessero eventualmente scambiare con altre popolazioni. L'uso della selce (circa 300.000 anni fa) può forse essere considerato il primo approccio verso l'uso della ceramica.
Nell'Età del bronzo cambiarono completamente lo sviluppo e le interazioni tra i popoli. Intorno al 5500 a.C. metalli nativi come oro e rame furono rimodellati senza l'uso del fuoco per fare armi e utensili. Circa 500 anni dopo alcune popolazioni iniziarono a lavorare il rame servendosi del calore oltre che dei martelli; dal 4000 a.C. si iniziò a fonderlo e rimodellarlo completamente.
La metallurgia iniziò nel 3500 a.C. quando si iniziò a estrarre il rame dal suo minerale. Mezzo millennio più tardi si produsse la prima lega metallica, il bronzo.

## Modernità
Nella prima parte del ventesimo secolo, la maggior parte delle scuole e università di ingegneria avevano al loro interno un dipartimento di metallurgia. Allora però, la conoscenza di altri tipi di materiali non era abbastanza avanzata da poter garantire un serio studio al riguardo. Dopo la seconda guerra mondiale, lo studio dei polimeri portò a rapidi progressi: si pensò allora, anziché inserire un dipartimento di scienza dei polimeri all'interno delle scuole di ingegneria, di considerare la scienza dei materiali come una disciplina a sé stante, degna di un proprio dipartimento. (eduard)